# Биологическая роль эндогенного сероводорода
Эндогенный сероводород производится в небольших количествах клетками млекопитающих и выполняет ряд важных биологических функций, в том числе сигнальную. Это третий из открытых «газотрансмиттеров» (после окиси азота и угарного газа).

## Биосинтез
Эндогенный сероводород образуется в организме из цистеина при помощи ферментов цистатионин-β-синтетазы и цистатионин-γ-лиазы. Он является спазмолитиком (расслабляет гладкие мышцы) и вазодилататором, подобно окиси азота и угарному газу. Он также проявляет активность в ЦНС, где он повышает NMDA-опосредованную нейротрансмиссию и способствует долговременному запоминанию информации.
В дальнейшем сероводород окисляется до сульфита в митохондриях при помощи фермента тиосульфат-редуктазы. Сульфит в дальнейшем окисляется до тиосульфата и затем сульфата ферментом сульфит-оксидазой. Сульфаты, как конечный продукт метаболизма, экскретируются с мочой.

## Механизмы действия
Благодаря свойствам, сходным со свойствами окиси азота (но без её способности образовывать пероксиды, реагируя с супероксидом), эндогенный сероводород считается сейчас одним из важных факторов, защищающих организм от сердечно-сосудистых заболеваний. Известные кардиопротективные свойства чеснока связаны с катаболизмом полисульфидных групп аллицина в сероводород, причём эта реакция катализируется восстановительными свойствами глютатиона.
Хотя и окись азота, и сероводород способны расслаблять мышцы и вызывать вазодилатацию, их механизмы действия, судя по всему, различны. В то время как окись азота активирует фермент гуанилатциклазу, сероводород активирует АТФ-чувствительные калиевые каналы в гладкомышечных клетках. Исследователям до настоящего времени неясно, как распределяются физиологические роли в регулировании тонуса сосудов между окисью азота, угарным газом и сероводородом. Однако существуют некоторые данные, позволяющие предположить, что окись азота в физиологических условиях в основном расширяет крупные сосуды, в то время как сероводород ответственен за аналогичное расширение мелких кровеносных сосудов.
Последние исследования заставляют предполагать значительное внутриклеточное кросс-общение между сигнальными путями окиси азота и сигнальными путями сероводорода, демонстрирующие, что вазодилатирующие, спазмолитические, противовоспалительные и цитопротективные свойства этих газов взаимозависимы и взаимодополняемы. Кроме того, показано, что сероводород способен реагировать с внутриклеточными S-нитрозотиолами, в результате чего образуется наименьший возможный S-нитрозотиол — HSNO. Это заставляет предполагать, что сероводород играет роль в контроле за уровнем внутриклеточного содержания S-нитрозотиолов.

## Участие в регуляции эрекции
Подобно окиси азота, сероводород играет роль в расширении сосудов полового члена, необходимом для осуществления эрекции, что создаёт новые возможности для терапии эректильной дисфункции при помощи тех или иных средств, повышающих продукцию эндогенного сероводорода.

## Участие в патогенезе инфаркта миокарда
При инфаркте миокарда обнаруживается выраженный дефицит эндогенного сероводорода, что может иметь неблагоприятные последствия для сосудов. Инфаркт миокарда приводит к некрозу сердечной мышцы в зоне инфаркта через два различных механизма: один — это повышенный оксидативный стресс и повышенное образование свободных радикалов, и другой — это сниженная биодоступность эндогенных вазодилататоров и «защитников» тканей от свободнорадикального повреждения — окиси азота и сероводорода. Повышенное образование свободных радикалов происходит вследствие повышенного несвязанного электронного транспорта в активном сайте фермента эндотелиальной синтазы оксида азота — фермента, ответственного за превращение L-аргинина в окись азота. Во время инфаркта, окислительная деградация тетрагидробиоптерина, кофактора в процессе производства окиси азота, ограничивает доступность тетрагидробиоптерина и соответственно ограничивает способность синтазы оксида азота к производству NO. В результате синтаза оксида азота реагирует с кислородом, другим косубстратом, необходимым для производства окиси азота. Результатом этого является образование супероксидов, повышенное образование свободных радикалов и внутриклеточный оксидативный стресс. Дефицит сероводорода ещё более ухудшает эту ситуацию, нарушая активность синтазы оксида азота за счёт ограничения активности Akt и угнетения фосфорилирования Akt синтазы оксида азота в сайте eNOSS1177, необходимом для её активации. Вместо этого, при дефиците сероводорода, активность Akt изменяется таким образом, что Akt фосфорилирует ингибирующий сайт синтазы оксида азота — eNOST495 — что приводит к ещё большему угнетению биосинтеза окиси азота.
«Сероводородная терапия» использует донор или прекурсор сероводорода, такой, как диаллил-трисульфид, для того, чтобы повысить содержание сероводорода в крови и тканях пациента с инфарктом миокарда. Доноры или прекурсоры сероводорода уменьшают повреждение миокарда после ишемии и реперфузии и риск осложнений инфаркта миокарда. Повышенные уровни сероводорода в тканях и крови реагируют с кислородом, содержащимся в крови и тканях, в результате чего образуется сульфан-сера, промежуточный продукт, в составе которого сероводород «запасается», хранится и транспортируется в клетки. Пулы сероводорода в тканях реагируют с кислородом, повышение содержания сероводорода в тканях активирует синтазу оксида азота и тем самым повышает продукцию окиси азота. Вследствие повышения использования кислорода для производства окиси азота, меньше кислорода остаётся для реагирования с эндотелиальной синтазой оксида азота и производства супероксидов, повышенного при инфаркте, что в итоге приводит к уменьшению образования свободных радикалов. Кроме того, меньшее образование свободных радикалов понижает оксидативный стресс в гладкомышечных клетках сосудов, понижая тем самым окислительную деградацию тетрагидробиоптерина. Повышение доступности кофактора синтазы оксида азота — тетрагидробиоптерина — также способствует увеличению продукции окиси азота в организме. Кроме того, более высокие концентрации сероводорода непосредственно повышают активность синтазы оксида азота через активацию Akt, что приводит к повышению фосфорилирования активирующего сайта eNOSS1177 и снижению фосфорилирования ингибирующего сайта eNOST495. Это фосфорилирование приводит к повышению каталитической активности синтазы оксида азота, что приводит к более эффективному и более быстрому превращению L-аргинина в окись азота и повышению концентрации окиси азота. Повышение концентрации окиси азота повышает активность растворимой гуанилатциклазы, что, в свою очередь, приводит к повышению образования циклического гуанозинмонофосфата цГМФ из ГТФ. Повышение уровня циклического ГМФ приводит к повышению активности протеинкиназы G (PKG). А протеинкиназа G приводит к снижению уровня внутриклеточного кальция в гладких мышцах стенок сосудов, что приводит к их расслаблению и усилению кровотока в сосудах. Кроме того, протеинкиназа G также ограничивает пролиферацию гладкомышечных клеток стенок сосудов, уменьшая тем самым утолщение интимы сосудов. В конечном итоге, «сероводородная терапия» приводит к уменьшению размеров зоны инфаркта.

## Участие в патогенезе других заболеваний
При болезни Альцгеймера уровень сероводорода в мозгу резко понижен. В модели на крысах болезни Паркинсона концентрация сероводорода в мозгу крыс также оказалась пониженной, причём введение крысам доноров или прекурсоров сероводорода улучшало состояние животных, вплоть до полного исчезновения симптомов. При трисомии 21 (синдроме Дауна) организм, напротив, вырабатывает избыточное количество сероводорода. Эндогенный сероводород также вовлечён в патогенез сахарного диабета 1-го типа. Бета-клетки поджелудочной железы больных сахарным диабетом 1-го типа вырабатывают чрезмерно повышенные количества сероводорода, что приводит к гибели этих клеток и к понижению секреции инсулина соседними, пока ещё живыми, клетками.

## Гибернация и анабиоз
В 2005 году было показано, что мышь можно погрузить в состояние почти анабиоза, искусственной гипотермии, подвергнув её воздействию низких концентраций сероводорода (81 ppm) во вдыхаемом воздухе. Дыхание животных замедлилось со 120 до 10 дыхательных движений в минуту, а их температура тела упала с 37 градусов Цельсия до уровня, всего на 2 градуса Цельсия превышающего температуру окружающей среды (то есть эффект был таков, как будто теплокровное животное внезапно стало холоднокровным). Мыши пережили эту процедуру в течение 6 часов, причём после этого у них не наблюдалось никаких негативных последствий для здоровья, нарушений поведения или каких-либо повреждений внутренних органов. В 2006 году было показано, что артериальное давление у мыши, подвергнутой подобным образом воздействию сероводорода, существенно не снижается.
Сходный процесс, известный как гибернация или «зимняя спячка», наблюдается в природе у многих видов млекопитающих, а также у жаб, но не у мыши (хотя мышь может впадать в ступор при долгом отсутствии еды). Было показано, что во время «зимней спячки» продукция эндогенного сероводорода у тех животных, которые впадают в зимнюю спячку, значительно повышается. Теоретически, если бы удалось заставить вызываемую сероводородом гибернацию столь же эффективно работать у людей, это могло бы быть очень полезным в клинической практике для спасения жизни тяжело травмированных или перенёсших тяжёлую гипоксию, инфаркты, инсульты больных, а также для консервации донорских органов. В 2008 году было показано, что гипотермия, вызванная сероводородом в течение 48 часов, у крыс способна уменьшать степень повреждения головного мозга, вызываемого экспериментальным инсультом или травмой мозга.
Сероводород связывается с цитохромоксидазой C и тем самым предотвращает связывание с нею кислорода, что приводит к резкому замедлению метаболизма, но в больших количествах «парализует» клеточное дыхание и приводит к «удушью» на уровне клетки — к клеточной гипоксии. И у человека, и у животных все клетки организма в норме производят некоторое количество сероводорода. Ряд исследователей предположили, что, помимо других физиологических ролей, сероводород также используется организмом для естественной саморегуляции скорости метаболизма (метаболической активности), температуры тела и потребления кислорода, что может объяснить вышеописанное наступление гибернации у мышей и крыс при повышенных концентрациях сероводорода, а также повышение его концентрации при физиологической спячке у животных.
Однако два последних исследования вызывают сомнения в том, что этого эффекта гибернации и индукции гипометаболизма при помощи сероводорода возможно достичь у более крупных животных. Так, исследование 2008 года не смогло воспроизвести этот же эффект на свиньях, что привело исследователей к заключению, что эффект, наблюдаемый у мышей, не наблюдается у более крупных животных. Аналогично, другая статья отмечает, что эффекта индукции гипометаболизма и гибернации при помощи сероводорода, легко достижимого у мышей и крыс, не удаётся достичь у овец.
В феврале 2010 года учёный Марк Рот заявил на конференции, что вызванная сероводородом гипотермия у человека прошла I фазу клинических испытаний. Однако решение о проведении дальнейших клинических испытаний на больных с инфарктом было отозвано основанной им компанией Ikaria в августе 2011 года ещё до начала набора участников испытаний без объяснения причин, со ссылкой на «решение компании».